# Garganta Verde

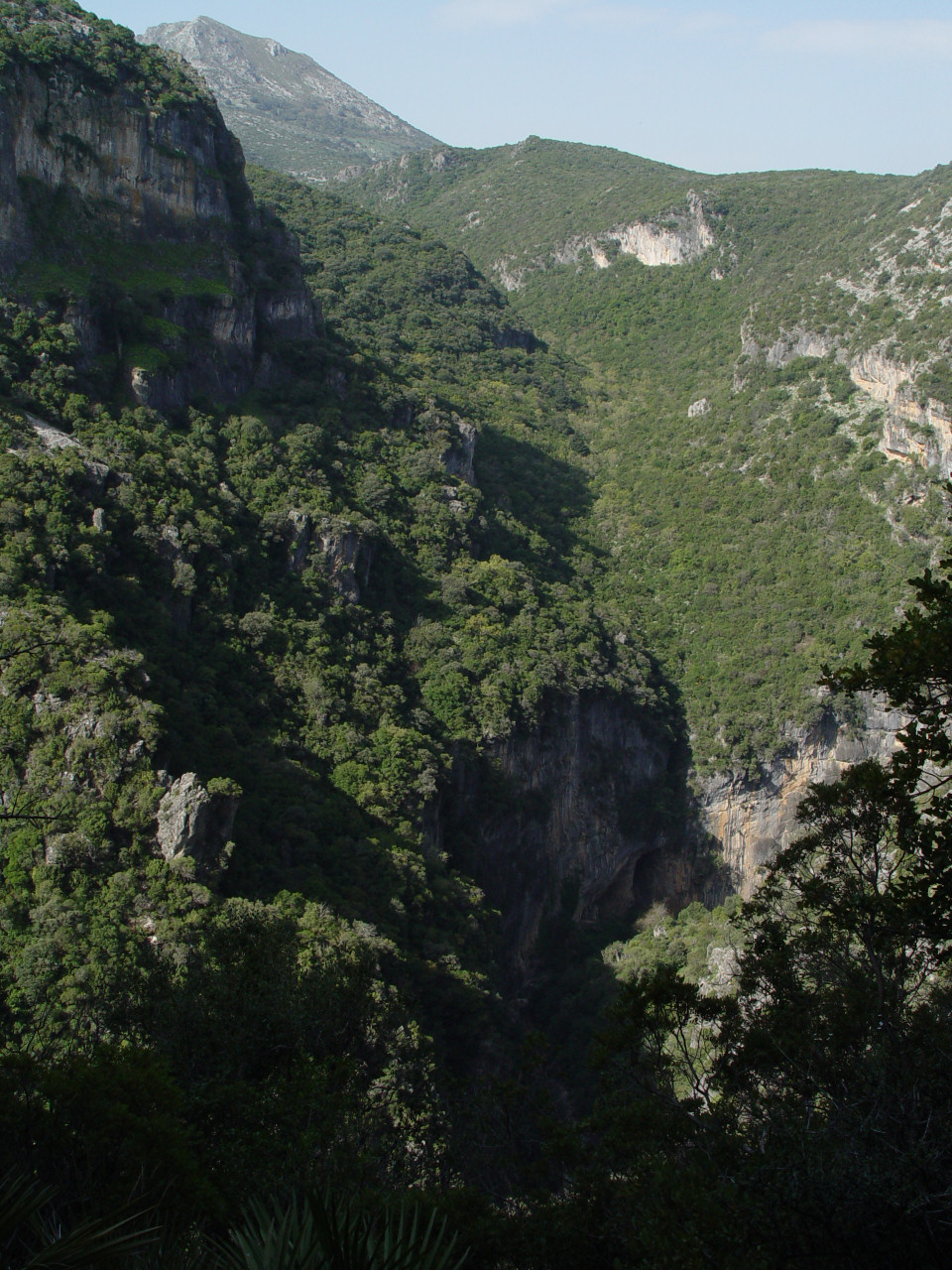
Vista panorámica de la Garganta Verde.

La Garganta Verde es un espectacular cañón que ha sido excavado por el Arroyo Bocaleones. Está situada a unos 5 km de la localidad de Zahara de la Sierra, en pleno Parque de la Sierra de Grazalema.
El nombre de Garganta Verde le viene de la frondosa vegetación que tapiza sus elevadas y verticales paredes que en los puntos más agrestes llega a alcanzar una profundidad de 400 metros. El sendero que recorre la garganta verde tiene una dificultad media-alta y una longitud de 2,5 km (2 horas). Para poder visitar y acceder a la zona es imprescindible un permiso que se otorga en el Centro de Visitantes de Zahara de la Sierra o en el de El Bosque.
En la profundidad de la garganta se puede observar la Cueva de la Ermita de origen cárstico.

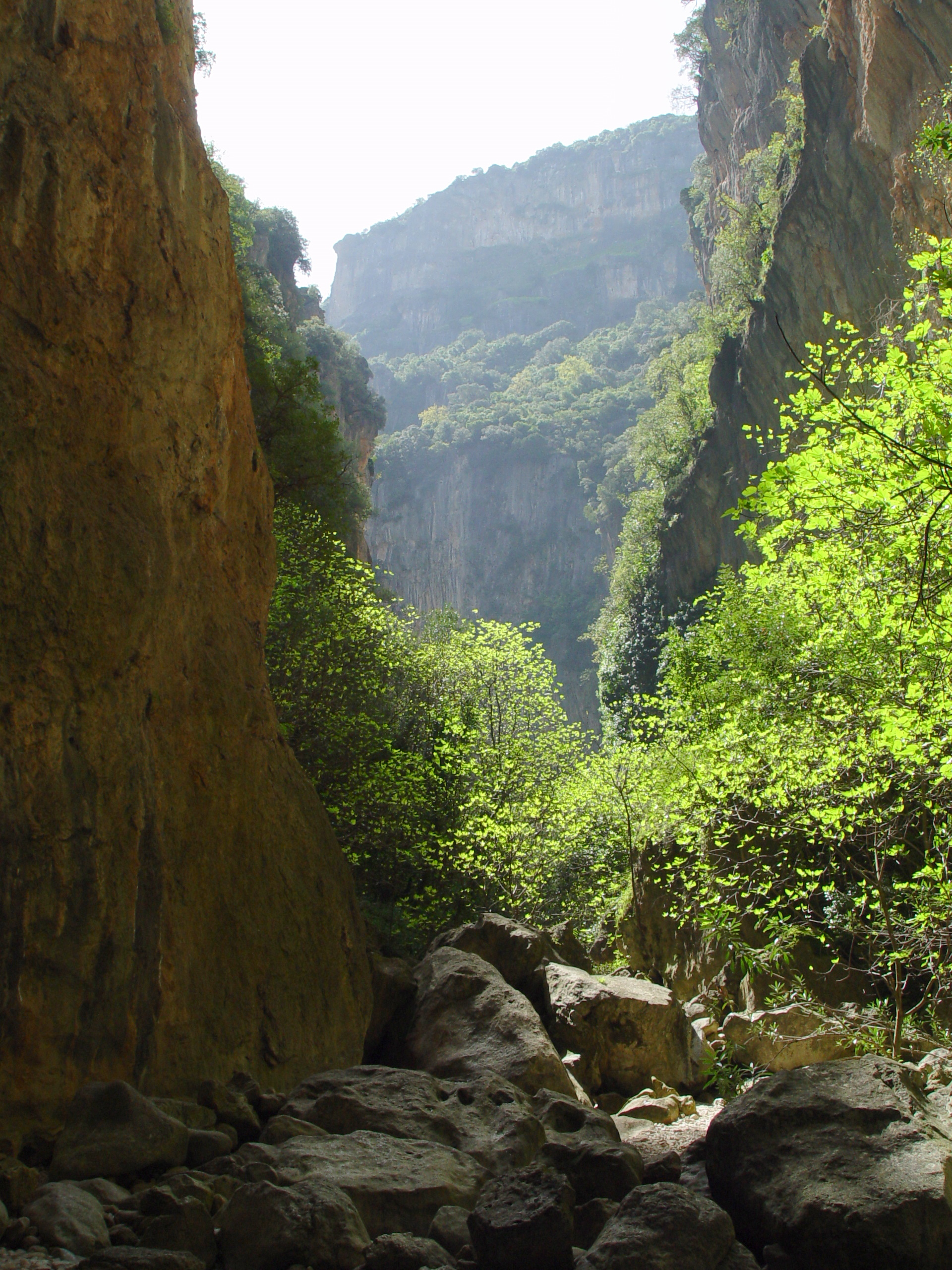
Garganta Verde - Cueva de la Ermita.

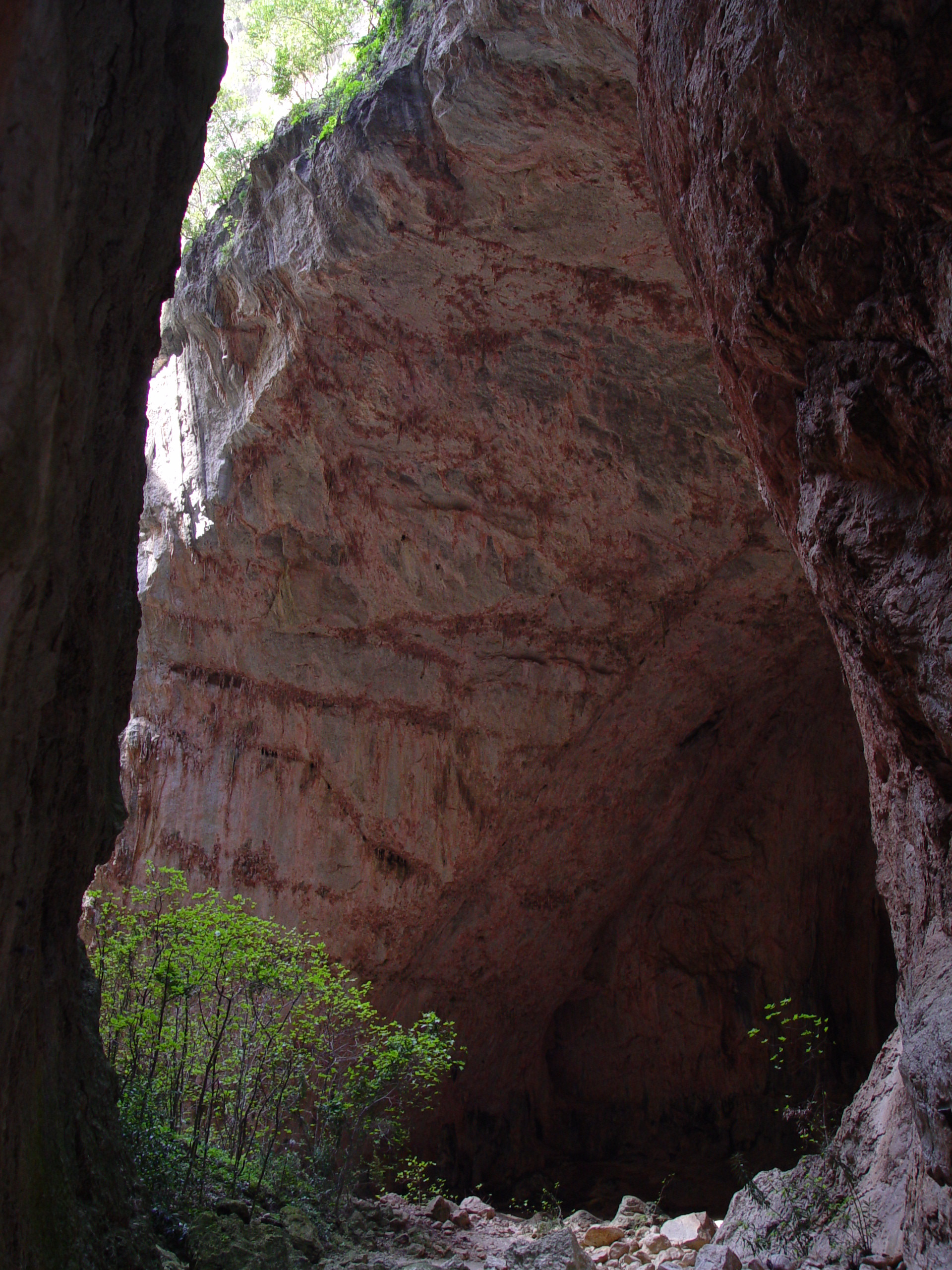
Garganta Verde - cañón del arroyo del Pinar.

## Recorrido por la Garganta Verde
Comienzo del camino hasta la Ermita de la garganta
Este estrecho cañón constituye uno de los marcos naturales más impresionantes de toda la provincia, siendo un verdadero paraíso para las aves de roca. En él podremos hacer además interesantes observaciones de carácter geológico y botánico.
Partiendo de Zahara de la Sierra y tras haber recorrido unos 4 km, encontraremos a la derecha de la carretera a la altura del punto km 7,5 la entrada.
Tras sortear la entrada tomaremos un camino a la derecha. En sus primeros tramos la vereda transcurre por entre cerros ondulados sobre los que se desarrolla un matorral aclarado en el que abundan especialmente las retamas junto a lentiscos, aulagas, matagallos y jaras. El sendero discurre paralelo por al río, cuyo cauce que no es visible, queda muchos metros por debajo, a nuestra izquierda.
El descenso
Tras recorrer aproximadamente 1,5 km desde que abandonamos la carretera, remontaremos una pequeña cuesta para doblar hacia la izquierda e iniciar el descenso hasta la Garganta por un camino que serpea su ladera. Desde los primeros momentos la vegetación cambia con respecto al tramo anterior y a orillas del camino se instala un tupido matorral, allí donde el suelo lo permite. En él destaca la presencia de la sabina, cupresácea fácilmente indentificable por sus pequeñas bayas de color marrón oscuro. Junta a las sabinas no faltan tampoco retamas y matagallos, lentiscos o cornicabras.
La especie arbórea más abundante es aquí el algarrobo, que actúa casi como rupícola viéndose obligado a crecer en las oquedades donde se acumula algo de suelo o entre las mismas fisuras de las rocas calizas. El acebuche, también abundante nos acompaña en nuestro suave descenso - todavía-.
En esta ladera más expuesta al sol que la opuesta, encontraremos junto a las especies citadas otras de carácter más termófilo como el palmito, la zarzaparilla, olorosos tomillos, o el espigo negro conocido también como cambronera, arbusto del que se afirma toma el nombre el cercano monte de Cambronera, por cuya falda caminamos.
Estas especies, que denotan influencias del piso termomediterráneo, se ven acompañadas a lo largo de todo el camino de descenso por otras propias de terrenos secos, soleados y abiertos. Encontramos ahí distintas especies de leguminosas como la inconfundible Psoralea bituminosa o trébol hediondo (fácilmente reconocible por su olor), la alacranera (Coronilla scorpioides), la hierba de plata.
El camino continúa su descenso hacia la garganta y frente a nosotros veremos las estribaciones de la S.ª de Zafalgar. Al poco pasamos bajo una cornisa formada en la pared que casi techa la vereda, y bien pudieran ser los techos de cavidades hundidas. A partir de este lugar el sendero se estrecha e inicia su descenso en zigzag por la ladera con rápidas pendientes, abriéndose paso entre las rocas. En estas paredes rocosas el matorral incluye las mismas especies que en zonas más altas pero se presenta mucho más aclarado.
En un punto de la vereda de descenso, ésta atraviesa una gran roca entre la que se han tallado escalones.
Por el lecho de la Garganta
Tras algo más de 1,30 h desde que salimos de la carretera, llegamos al lecho del río. Salvo la época de lluvia suele estar seco, pese a lo cual nos invade un frescor inusitado aún en los meses más calurosos del estío, cuando las diferencias térmicas entre la parte superior de la pared y la gruta que luego visitaremos puede llegar a ser más de 10 °C. Las altas y verticales paredes, separadas en algunos lugares por tan sólo 10 m, proyectan sobre el cañón una permanente sombra que lo mantiene fresco y húmedo. Si a esto añadimos, que aún en los meses de verano rezuma el agua por multitud de grietas y fisuras, comprenderemos cómo la vegetación que en estos lugares se desarrolla debe forzosamente contrastar con la que crecía sobre las paredes, expuestas al sol.
Antes de seguir hacia la gruta haremos un alto en el camino para dejarnos sorprender por el cañón. Sentados sobre las enormes y pulidos cantos del lecho o a los pies de las grandes adelfas arborescentes que crecen en las orillas podremos admirar la majestuosidad de las paredes de la garganta, techada por la estrecha tira azul a la que se reduce el cielo visible desde aquí.
El silencio se salpica de sonidos debidos a la aves que viven en las paredes del cañón. A poco que observemos las laderas comprenderemos a que se debe el topónimo de Garganta Verde con que se conoce este paraje, ya que sin duda, obedece a la coloración que la vegetación siempre verde da a las laderas.
En el lecho del río, allí donde en las orillas se acumula algo de suelo, crece una vegetación totalmente distinta a la que hemos venido observando durante el descenso. Esta, de marcado carácter xerófilo. Aquella umbrófila e hidrófila. Las adelfas, que forman el tercho arbóreo, alcanzan en muchos lugares un tamaño sorprendente, que hace sombra al resto de los arbustos. Entre las rocas crecen higueras que anclan sus raíces en las mismas fisuras. Más raros son los laureles, que sin embargo encontramos aquí creciendo espontáneos como no sucede en ningún otro lugar de estas sierras.
Hiedras, clemátides, nuezas... crecen en estos setos umbrosos que flanquean las orillas de la Garganta. La vinca, de bellas flores lilas, que nos han acompañado también durante el descenso crecen ahora bajo la sombra de las adelfas. No faltan tampoco otras especies propias de zonas húmedas y umbrosas y así hallamos aráceas como los candilitos, o el aro o rejalgar (Arum italicum) reconocible por su llamativo espádice amarillo, cuyos frutos son venenosos.
Pero sin duda la herbácea que más nos llamará la atención es el acanto, planta inmortalizada para siempre por el arquitecto griego Calímaco en los capiteles de las columnas corintias. Las hojas del acanto son de gran tamaño y poseen un intenso color verde, que les permite aprovechar mejor la escasa luz que llega hasta estos rincones. Si tenemos la suerte de ver los acantos florecidos (hacia mayo-junio) comprobaremos como sus flores blancas o azulado-violáceas se disponen en grandes espigas que pueden sobrepasar 1 m de altura.
Apenas habremos andado 200 m cuando hallamos en la pared izquierda del cañón, en la parte cóncava de un pequeño meandro, la sorprendente gruta conocida como cueva de la Ermita o Ermita de la Garganta. Tiene forma de un cuarto de esfera y es de grandes proporciones (50×20).
"El color es rosa, pero un rosa extraño que no tiene nada que ver con la carne. El verde es también irreal, un verde helecho, de alga, de acuarela, húmedo, submarino, con transparencias...Al fondo, estalagmitas y estalactitas haciéndose. Toda la cueva tiene un extraño aire de víscera, de creación, de entrañas de la Tierra. El suelo es de arena fina, pero entre las estalagmitas encontramos diminutas pilitas donde el agua filtra gota a gota. Es un agua purísima, lustral, a punto de solidificarse en cristal de roca" (José y Jesús de las Cuevas, 1979).
Para algunos la gruta formaría parte de otra mayor, cuyo techo se hundió por acción del río. En opinión de otros su origen puede deberse a la erosión lateral del torrente, quien habría excavado la oquedad, la cual posteriormente, por procesos de disolución se habría tapizado de estalactitas y estalagmitas.
Aspectos geológicos
La Garganta verde, excavada por el río Bocaleones, constituye un profundo cañón abierto entre las paredes del Monte Cambronera (872 m s. n. m.) y una larga loma que se eleva a la izquierda. Con una longitud superior a los 3 km sus desniveles iniciales son suaves pero aumentan progresivamente hasta formar un cañón estrecho, cuyas verticales paredes llegan a alcanzar casi 400 m de desnivel. Esta configuración se mantiene hasta que bruscamente desaparece al llegar a la confluencia con el arroyo de la Garganta Verde, donde el Bocaleones forma un valle abierto, dando origen a una zona de ricas huertas, hasta que se une al Guadalete.
El cañón ha sido excavado entre materiales calizos y dolomíticos del liásico inferior, pertenecientes a la unidad de la S.ª del Labradillo-S.ª de Zafalgar, cuyos estratos presentan aquí una estructura casi tubular, habiendo sido fallados en algunos lugares tal como podemos apreciar en las paredes de la Garganta Verde. Su formación y posterior evolución geomorfológica todavía se discute, sin embargo dos vienen a ser las explicaciones más aceptadas:
- Para unos la Garganta Verde se formó debido a la acción de las aguas superficiales que aprovechando una falla existente en la zona irían profundizando el cauce en un lento y largo proceso de erosión vertical.
- Otros autores piensan que la erosión superficial llevada a cabo por el río provocó el hundimiento de su lecho al enlazar con formaciones subterráneas de origen cárstico. Esta explicación podría tener relación con la existencia de la gruta de la Ermita.

Los pobladores de la Garganta
Por las especiales características geológicas de las estrecha garganta, el lugar se convierte en un paraíso para las aves que hallan en las paredes verticales de la Cambronera grietas y oquedades inexpugnables para construir sus nidos. 
Puede afirmase, sin lugar a dudas, que la Garganta Verde alberga una de las comunidades orníticas más importantes de la provincia de Cádiz entre las que hallamos un buen número de especies protegidas por la ley, amén de especies invernantes y de otras poco abundantes en estos parajes.
A lo largo del cañón no nos será difícil observar a la chova piquirroja, a los vencejos reales y comunes que cruzan como flechas; a los pequeños aviones y a algún colirrojo tizón. En las zonas altas de la pared de la Cambronera, menos verticales, abundan las currucas, mirlos, palomas torcaces y bravías y los páridos, comunes en otras partes de la sierra. Una colonia de buitres halla también refugio en la pared, sobre la Garganta, desde donde se les ve evolucionar con mucha frecuencia.
Entre las rapaces podremos observa al cérnicalo (común y primilla), inconfundible por los "parones"que realizan en su vuelo, a las águilas perdicera, calzada y culebrera y a los halcones. El raro alimoche, amenazado de extinción en muchos lugares de España, hace acto de presencia en las paredes rocosas del cañón. El gorrión chillón y las grajillas, que anidan también en la pared, sobrevuelan estos parajes que de noche se llenan con los sonidos que producen los murciélagos, los mochuelos, el búho real y el cárabo.
El cañón es así mismo refugio ideal para pequeños mamíferos predadores que se sitúan en el primer escalón de este lecho ecológico, junto con rapaces antes mencionados. Zorros, comadrejas, hurones y tejones abundan por esto lugares. Algunas[¿quién?] personas han confirmado la presencia de nutrias en el Bocaleones, en cuyas aguas abundan los galápagos. Por las partes más abiertas de la garganta, allí donde las paredes pierde verticalidad, hemos observado en varias ocasiones a los meloncillos, también presentes en otros lugares de la sierra.
No cabe duda de que lo atractivo del lugar en materia faunística, explica el hecho de que en la Garganta Verde hayan permanecido jornadas enteras ornitólogos ingleses y españoles estudiando las aves de roca moradoras del cañón.

## Vegetación

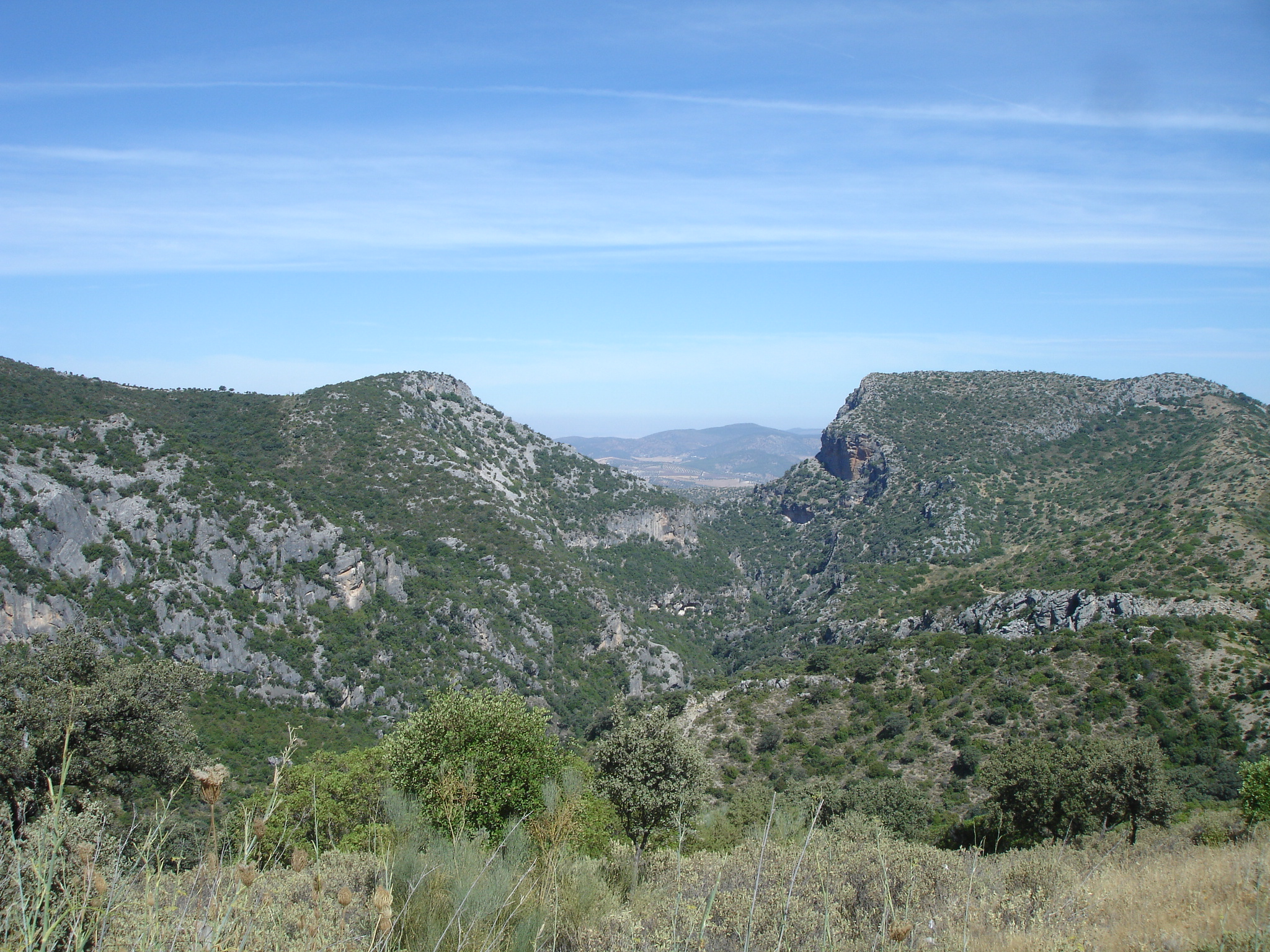
Garganta Verde

En la vegetación de la zona, hay que destacar el laurel, ya que es éste el único lugar del Parque donde se desarrolla de forma silvestre. El resto de vegetación es propia del bosque de galería, que siguiendo el curso del río muestra: olmos, sauces, álamos y gran cantidad de higueras.

## Fauna
Además, existe una gran diversidad de especies animales. Numerosas especies de aves habitan en la zona, siendo un lugar idóneo para la reproducción del buitre leonado. En esta zona habita una de las colonias más grandes de Europa.